# فيسورنيس
فيسورنيس جنس منقرض من الطيور المفترسة التي لا تطير، وتصنف مع فصيلة طيور رعب التي عاشت في الأرجنتين.